# Bohemian FC
Bohemian FC este un club de fotbal din Dublin, Irlanda.

## Lotul actual de jucători
| Nr. |                   | Poziție | Jucător          |
| --- | ----------------- | ------- | ---------------- |
| 1   | Republica Irlanda | P       | Barry Murphy     |
| 2   | Republica Irlanda | F       | Owen Heary       |
| 3   | Republica Irlanda | F       | Conor Powell     |
| 4   | Republica Irlanda | M       | Mark Rossiter    |
| 5   | Republica Irlanda | F       | Jason McGuinness |
| 6   | Republica Irlanda | F       | Ken Oman         |
| 7   | Republica Irlanda | M       | Anto Murphy      |
| 8   | Republica Irlanda | M       | Paul Keegan      |
| 9   | Republica Irlanda | A       | Rafael Cretaro   |
| 10  | Republica Irlanda | A       | Jason Byrne      |
| 11  | Republica Irlanda | M       | Killian Brennan  |
| 12  | Republica Irlanda | A       | Paddy Madden     |

| Nr. |                   | Poziție | Jucător          |
| --- | ----------------- | ------- | ---------------- |
| 14  | Republica Irlanda | M       | Glenn Cronin     |
| 15  | Republica Irlanda | F       | Brian Shelley    |
| 16  | Republica Irlanda | M       | Gareth McGlynn   |
| 17  | Republica Irlanda | F       | Stephen Gray     |
| 18  | Republica Irlanda | A       | Mark Quigley     |
| 19  | Irlanda de Nord   | M       | Ruaidhri Higgins |
| 20  | Republica Irlanda | M       | Stephen Traynor  |
| 21  | Republica Irlanda | M       | Gary Burke       |
| 22  | Republica Irlanda | A       | Aaron Greene     |
| 23  | Republica Irlanda | M       | Lee Dixon        |
| 25  | Australia         | P       | Chris O'Connor   |
|     | Republica Irlanda | F       | Denis Moran      |